# Liste der Monuments historiques in Asfeld
Die Liste der Monuments historiques in Asfeld führt die Monuments historiques in der französischen Gemeinde Asfeld auf.

## Liste der Immobilien
| Bezeichnung      | Beschreibung                  | Standort                         | Kennzeichnung | Schutzstatus | Datum | Bild           |
| ---------------- | ----------------------------- | -------------------------------- | ------------- | ------------ | ----- | -------------- |
| Kirche St-Didier | zwischen 1680 und 1685 erbaut | Asfeld, place de l’Église (Lage) | PA00078333    | Classé       | 1913  | weitere Bilder |

## Liste der Objekte
| Bezeichnung                              | Beschreibung | Standort                                              | Kennzeichnung | Schutzstatus    | Datum     | Bild |
| ---------------------------------------- | --- | ----------------------------------------------------- | ------------- | --------------- | --------- | ---- |
| Gemälde Martyrium des heiligen Sebastian | Ölfarbe auf Leinwand, um 1850, von Eugène Ernest Hillemacher                                                          | Asfeld, in der Kirche St-Didier (Lage)                | PM08000635    | Classé gelöscht | 1933 1954 |      |
| Pietà                                    | Stein, bezeichnet 1604                                                                                                | Asfeld, in der Kapelle Notre-Dame-de-Pitié (Lage)     | PM08000025    | Classé          | 1908      |      |
| Gemälde Heilung eines Blindgeborenen     | Ölfarbe auf Leinwand, 18. Jahrhundert, von Jacques Wilbault; während des Ersten Weltkriegs zerstört oder verschwunden | Juzancourt, in der Kirche St-Pierre-et-St-Paul (Lage) | PM08000282    | Classé          | 1908      |      |